# REPL
REPL (Read-Eval-Print Loop) とは、入力・評価・出力のループのこと。インタプリタにおいて、ユーザーとインタプリタが対話的にコード片を実行できるもの。

## 概要
REPLにおいてユーザーが1つ以上の式を入力すると、インタプリタがそれを評価し結果をコンソールに表示する。
REPLをサポートする処理系が実装されているプログラミング言語には以下のようなものがある。
- Common Lisp
- C# (C# Interactive)[1]
- Elixir
- F# (F# Interactive)
- Julia
- Python
- Ruby
- JavaScript
- Haskell
- Java (JDK 9以降のJShell)
- Kotlin

この他にも多くの言語処理系がREPLをサポートしている。
静的型付け言語のREPLでは、型安全性を維持したまま、動的型付け言語の手軽さを享受することができるが、統合開発環境に搭載されているREPLの中には、コードエディター上で動作するものと同様の本格的なコード補完が機能するものもある。冗長なボイラープレートコードを書くことなく、REPLで記述しやすいように、ユーティリティメソッドが用意されていたり、言語拡張が施されていたりするものもある。